# Jasser Khemiri
Jasser Khemiri (Tunisi, 13 novembre 1997) è un calciatore tunisino, difensore del San Antonio FC.

## Caratteristiche tecniche
È un difensore centrale.

## Carriera
Cresciuto nel settore giovanile dello Stade Tunisien, ha esordito in prima squadra il 17 febbraio 2016 disputando l'incontro del campionato tunisino vinto 4-2 contro il Club Africain.
Il 1º febbraio 2019 è stato acquistato a titolo definitivo dal Vancouver Whitecaps. Si tratta del primo giocatore tunisino nella storia della MLS.